# Річицький замок
Річицький замок існував у 16 — 1-ій половині 17 століття в м. Речиця Гомельської області.

## Опис
Побудований із дерева на високому пагорбі на правому березі Дніпра на місці стародавнього городища площею близько 1 га. Був оточений валом і оточений ровом. Укріплення овального замку складалося з дерев'яних оборонних стін, виконаних по типу городні з 1 ярусом бою, 5 багатогранними та квадратними в плані вежами, покритими низькими шатровими дахами. Вхід до замку був із південного заходу через підйомний міст.
Річицький замок був зруйнований у 1649 році під час антифеодальної війни 1648-51. Відомий за планом і гравюрою 1649 року.